# タッチパッド

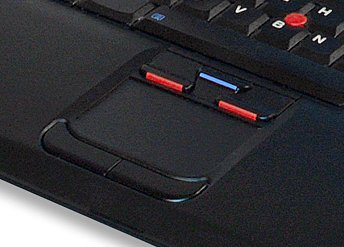
タッチパッド（ウルトラナビ）

タッチパッド (touchpad) は、平板状のセンサーを指でなぞることでマウスポインタの操作をする、ポインティングデバイスの一種。メーカーによりスライドパッド、トラックパッドなどとも呼ばれる。
多くのノートパソコンに採用されているほか、デジタルオーディオプレーヤー（iPod等）や携帯電話、インターネットAQUOS（タッチパッドリモコン）など、ノートパソコン以外の製品への搭載例も増加している。また、少数ながら、パソコン用キーボードに組み込んだ製品やタッチパッド単体での製品も存在する。
マウスやジョイスティック、トラックボールなどの他のポインティングデバイスに比べて「設置面積が小さい」「腱鞘炎などになりにくい」などの利点がある。

## 概要
現在利用されているタイプの静電容量式タッチパッドは、Cirqueのジョージ E. ガーファイディによって開発され、1994年にライセンスを受けたアルプス電気によって広く商品化され、Appleにもライセンスされた。このデバイスは、平板状のセンサーと人体の指で構成されるコンデンサが、センサー表面のどの位置に存在するかを微弱な静電容量の変化として検出し、センサーの表面をなぞった指の軌跡を、画面上のマウスポインタの動作に関連づけるものである。指で構成されるコンデンサの極板面積は概ね接触面積であり、タッチパッドの面積に対して比較的大きいが、センサはコンデンサの存在をセンサ全面における静電容量の分布として検出するため、その分布中心を割り出すことによって必要な分解能を得ている。

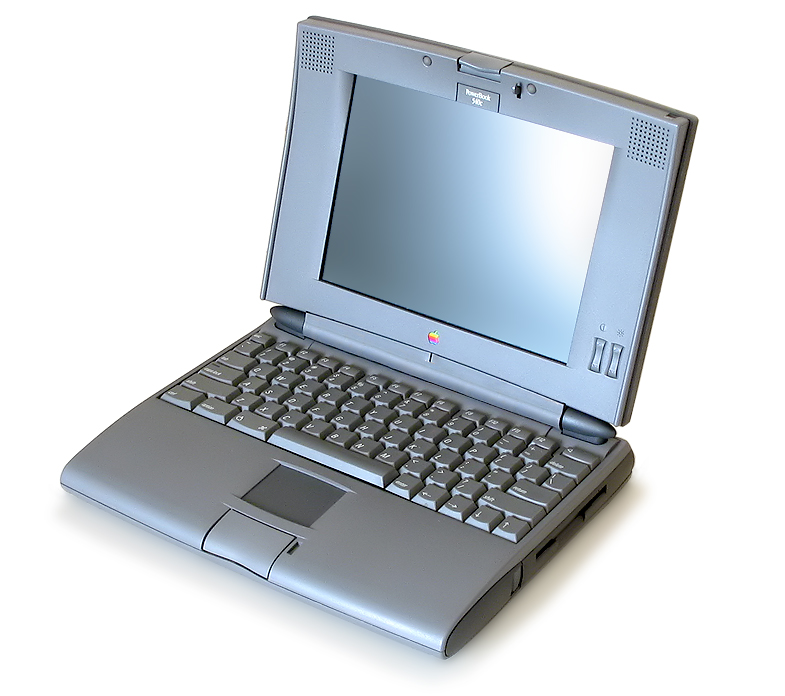
Macintosh PowerBook 540c

タッチパッドを初めてノートパソコンに採用したのは、AppleのMacintosh PowerBook 500シリーズ（1994年5月発売開始）であった。当時主流だったボール式マウスやトラックボールなどとは異なり機械的な可動部品を必要とせず、構造が簡単で故障が少ない。また、装置自体の厚みも少なく、製造コストが安価であることからノートパソコンの薄型化・低価格化にも寄与している。現在は一般的なノートパソコンのポインティングデバイスとして広く採用されている。
タッチパッドはタイピング時のホームポジションをできるだけ崩さないように、パームレストの中央、もしくはそのやや左側に配置されている。パッドの形状は一般的に長方形で、ワイド液晶画面を採用した製品ではそれに合わせて横長としたり、また円形のものもあり、そのほか意匠によってはこの限りでない。パッドの周囲にはマウスクリックと同等の機能を持つボタンがいくつか配置されている。

## 改良
タッチパッドは、外観上の変化は少ないものの、コンピュータにインストールされた専用のデバイスドライバと連携し、多くの操作機能が追加されてきた。
初期の製品はパッド上もしくは指に付着した水分や汚れにも過敏に反応し、誤動作するという問題があった。のちに改良が加えられ、この問題は解消されつつある。
第一世代のものは、単にマウスポインターを動かすための機能しかなかった。第二世代では、パッド表面を指で軽くたたくという動作を、マウスクリックとして扱うタップと呼ばれる機能が盛り込まれ、これは代表的な機能として、ほとんどの機種で利用できる。
ただし、それと共に走行中の自動車や電車の中では、本体と手の揺れによって"意図せずクリックする"・"パッド上のクリック位置がずれる"・"指を放す過程でポインターが移動し、別途ボタンで目的の位置をクリックすることも困難"といった状況がおきる。
第三世代では、パッド右端や上端をなぞると、それぞれ縦や横スクロールが可能な製品が生まれ、ホイールパッドと呼ばれる円形のパッドを採用するLet's noteでは、周囲を一回りになぞると同様の操作ができる。

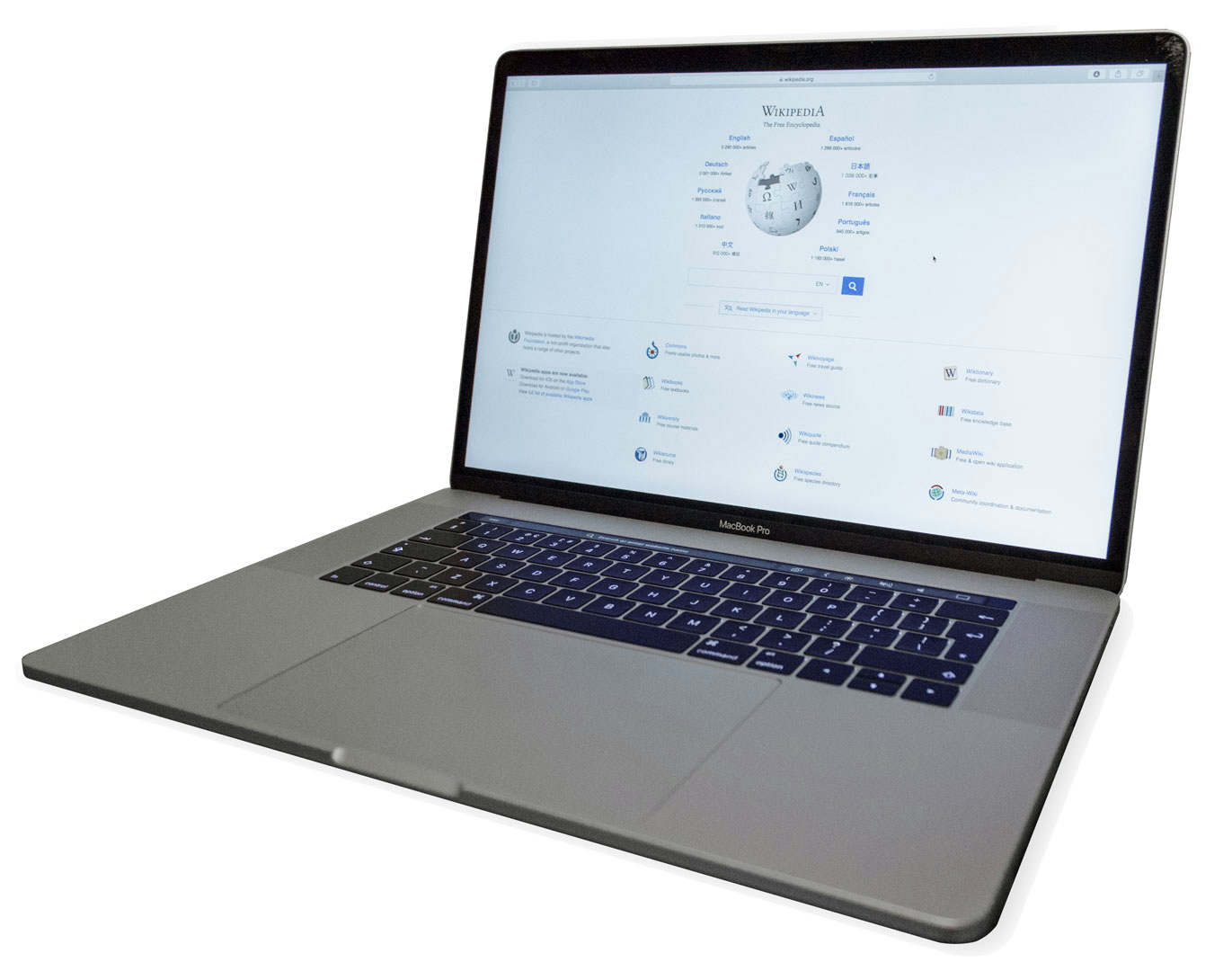
大きな感圧タッチトラックパッドを備えたMacBook Pro (2016)

2005年、Appleは、2本の指でなぞることで上下・左右・斜め方向へと自在にスクロールする機能を開発し、スクロールトラックパッドとしてPowerBook G4やiBook G4に搭載した。
2008年以降のMacBook Air, MacBookやMacBook Proのマルチタッチトラックパッドは、3本指や4本指にも対応しており、スクロールのほか画像の拡大・縮小や回転、Exposéの利用やアプリケーションの切り替えなど、複合的な機能が一つのトラックパッドに組み込まれている。その後、同じような機能を搭載した他社製ノートパソコンも登場している。
2015年3月に、アップルが発売開始したMacBookとMacBook Proには、マルチタッチトラックパッドの全機能に加え、圧力を感知し、振動フィードバックが行えるハプティクス対応の感圧タッチトラックパッドが採用されている。

## 製品

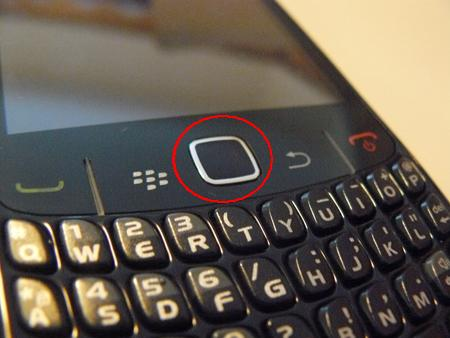
スマートフォン（BlackBerry Curve）のタッチパッド

以下は各メーカーによる、ノートパソコンに搭載されたタッチパッドの呼称である。これらは基本的に同等の機能を備えている。
- インテリジェントタッチパッド - ソニー
- ウルトラナビ - IBM, レノボ
- NX パッド - NEC
- グライドポイント - シャープ, アルプス電気
- タッチパッド - エプソンダイレクト, ソーテック, 東芝, 日立, ヒューレット・パッカード, レノボ
- タッチパッド式ポインティングデバイス - デル
- トラックパッド - Apple
- パッド型ポインティングデバイス - シャープ
- フラットポイント - 富士通
- ホイールパッド - パナソニック
- ポインティングパッド - 日立

また、携帯電話端末向けのタッチパッドとして、三洋電機コンシューマエレクトロニクスはスムースタッチ、シャープはTOUCH CRUISER（のちTOUCH CRUISER EXに発展）、京セラはタッチポインターをそれぞれ開発し、自社製品に搭載している。またスマートフォンのBlackBerryでもタッチパットが搭載されている機種が目立つ。